# Red Davis
James R. Davis, detto Red (22 aprile 1932), è un ex cestista statunitense, professionista nella NBA.

## Carriera
Venne selezionato dai Rochester Royals con la settima scelta del sesto giro (52ª assoluta) del Draft NBA 1954. Con i Royals disputò 3 partite nel 1955-56, segnando 2 punti.